# Могилатенко Володимир Геннадійович
 Могилатенко Володимир Геннадійович  (24 жовтня 1950) — професор кафедри ливарного виробництва чорних i кольорових металів Національного технічного університету України «Київський політехнічний інститут», доктор технічних наук, Академік АН ВШ України, доцент.

## Життєпис
- 1973 - закінчив Київський політехнічний інститут. Одержав диплом інженера-металурга за спеціальністю «Фізика металів».
- 1982 рік – захистив кандидатську дисертацію на тему „Водень в алюмінієвих сплавах легованих міддю, магнієм, марганцем та цинком” за спеціальністю 05.16.01 – Металознавство та термічна обробка.
- 2005 рік – захистив докторську дисертацію на тему «Наукові та технологічні засади зміцнення ливарних алюмінієвих сплавів азотом і азотовмісними дисперсними тугоплавкими частками» [Архівовано 2 червня 2021 у Wayback Machine.] за спеціальністю 05.16.04 – Ливарне виробництво. Має Вчене звання доцента з 1989 р.
- З 2006 року працює на кафедрі ливарного виробництва[2].

## Наукова діяльність
Автор 102 наукових публікацій, 13 авторських свідоцтв на винахід та патентів, 8 методичних розробок, співавтор навчального посібника «Фізико-хімія металургійних систем і процесів».
Підготував 2-х кандидатів наук, був консультантом при виконанні 3-х докторських дисертацій.
Член ради факультету та спеціалізованої вченої ради для захисту дисертацій на здобуття наукового ступеня кандидата технічних наук за спеціальностями 05.16.01 — Металознавство та термічна обробка металів, 05.16.04 — Ливарне виробництво, 05.16.06 — Порошкова металургія та композиційні матеріали в НТУУ «КПІ».
Напрямок наукових досліджень: технологічні, та фізико-механічні властивості ливарних алюмінієвих та магнієвих сплавів, модифікування сплавів на основі алюмінію, створення дисперсно-зміцнених та пористих виливків Із сплавів на основі алюмінію, технологічні, фізико-механічні та спеціальні властивості чавунів, ливарних жаростійких сталей.